# Voulangis
Voulangis – miejscowość i gmina we Francji, w regionie Île-de-France, w departamencie Sekwana i Marna.
Według danych na rok 1990 gminę zamieszkiwały 1113 osoby, a gęstość zaludnienia wynosiła 116 osób/km² (wśród 1287 gmin regionu Île-de-France Voulangis plasuje się na 607. miejscu pod względem liczby ludności, natomiast pod względem powierzchni na miejscu 401).